# Alejandro Monteverde
José Alejandro Gómez Monteverde (Tampico, 13 de julho de 1977) é um diretor de cinema mexicano. Seu primeiro filme, Bella, ganhou o prêmio principal no Festival Internacional de Cinema de Toronto de 2006 ao ganhar o "People's Choice Award".
Em 2007, Monteverde recebeu o prêmio "Outstanding American by Choice" dos Serviços de Cidadania e Imigração dos EUA, que reconhece as conquistas de cidadãos estadunidenses naturalizados.

## Carreira
Monteverde escreveu e dirigiu Bella, um filme que ganhou o prêmio principal no Festival Internacional de Cinema de Toronto de 2006 ao ganhar o "People's Choice Award". Bella foi produzida por Sean Wolfington, Eduardo Verástegui, Leo Severino e Denise Pinckley. Monteverde e os cineastas receberam homenagens por Bella do Smithsonian e da Casa Branca. O Smithsonian Latino Center também homenageou Monteverde com seu "Legacy Award". Depois que o presidente dos EUA, George W. Bush, e a primeira-dama Laura Bush, viram o filme, Monteverde foi convidado a sentar-se com a primeira-dama em seu camarote particular durante o discurso anual sobre o Estado da União em 2007.
Monteverde dirigiu e co-escreveu Little Boy, filme ambientado durante a Segunda Guerra Mundial, lançado em 2015.
Monteverde dirigiu e co-escreveu Sound of Freedom, estrelado por Jim Caviezel, Mira Sorvino e Bill Camp. Foi filmado em 2018 e previsto para ser lançado em 2020, mas por causa da Disney ter arquivado o filme, ele não foi lançado até que a Angel Studios o adquirisse. Ele também dirigiu o próximo filme Cabrini, baseado na vida de Santa Francisca Xavier Cabrini. Assim como Sound of Freedom, o filme também será distribuído pela Angel Studios.
Em 2022, Monteverde recebeu um Prêmio Humanitário do Coronado Island Film Festival.

## Vida pessoal

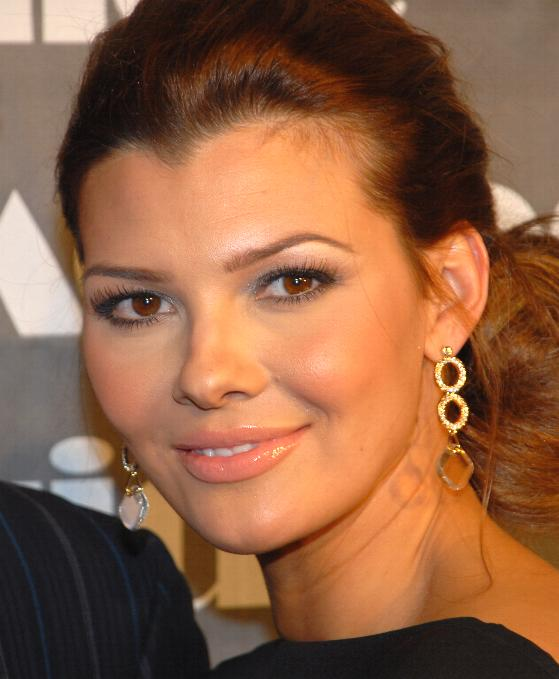
Ali Landry em 2008.

Monteverde casou-se com a atriz americana Ali Landry em 8 de abril de 2006 em San Miguel de Allende, México. Eles têm três filhos: uma filha nascida em julho de 2007, e filhos nascidos em outubro de 2011, e julho de 2013. O nome do meio de seu filho Valentin Francesco foi inspirado no Papa Francisco, já que Monteverde e Landry o conheceram enquanto ela estava grávida e ele abençoou o bebê. 
Seu pai, Juan Manuel Gómez Fernández, e seu irmão, Juan Manuel Gómez Monteverde, foram encontrados mortos com ferimentos fatais na cabeça em Pueblo Viejo, no estado mexicano de Veracruz, em 19 de setembro de 2015, aproximadamente duas semanas depois de terem sido sequestrados de sua casa, nas proximidades de Tamaulipas. Em 9 de novembro de 2015, seis pessoas foram presas pelo sequestro e assassinato de Gómez Fernández e Gómez Monteverde. Os suspeitos supostamente mantinham seis migrantes centro-americanos como reféns no momento de sua prisão, segundo o Chefe da Polícia Federal Preventiva.

## Filmografia
| Ano  | Título           | Distribuidor                               | Notas        |
| ---- | ---------------- | ------------------------------------------ | ------------ |
| 2006 | Bella            | Roadside Attractions                       |              |
| 2015 | Little Boy       | Open Road Films (EUA) / Videocine (México) |              |
| 2023 | Sound of Freedom | Angel Studios                              |              |
| 2024 | Cabrini          | Angel Studios                              | Pós-produção |